# Jill Abramson
Pour les articles homonymes, voir Abramson.
Jill Abramson, née le 19 mars 1954 à New York, est une journaliste américaine.
À sa sortie d'Harvard, elle travaille durant dix ans pour la revue The American Lawyer (en), puis dirige la rédaction du journal Legal Times. Abramson est recrutée par le Wall Street Journal en 1988, puis entre au New York Times en 1997. Elle y occupe les postes de chef du bureau de Washington, puis de rédactrice en chef à partir de 2003. En 2011, elle devient la première femme à diriger la rédaction du quotidien new-yorkais jusqu'à son renvoi, survenu en mai 2014.

## Biographie

### Jeunesse et formation
Jill Ellen Abramson grandit à Manhattan. Elle est scolarisée à l'Ethical Culture Fieldston School, une école privée située sur Central Park West. Elle étudie l'histoire et la littérature à l'université Harvard et écrit pour le journal The Harvard Independent, dont elle dirige la rubrique culturelle. Elle travaille également comme pigiste pour le magazine Time. En 1976, elle obtient un Bachelor of Arts avec la mention « magna cum laude »,. À la sortie de l'université, elle participe aux campagnes électorales de plusieurs candidats du Parti démocrate.

### Carrière dans la presse

#### Débuts
À l'occasion de la campagne pour la présidentielle de 1980, Jill Abramson rejoint NBC en tant qu'analyste. En 1981, elle est recrutée comme reporter par Steven Brill (en), le fondateur de la revue de droit The American Lawyer (en), où elle est employée durant dix ans,. Elle devient rédactrice en chef d'une autre publication de Brill, le journal Legal Times,.

#### The Wall Street Journal
En 1988, Abramson est recrutée par Norman Pearlstine du Wall Street Journal, qui souhaite améliorer la couverture des sujets juridiques. Elle travaille comme journaliste d'investigation et est nommée chef de bureau adjointe en 1993,.

#### The New York Times
La journaliste rejoint le The New York Times en 1997 et est nommée chef du bureau de Washington en 2000. Son passage dans la capitale est marqué par des tensions avec Howell Raines (en), le directeur de la rédaction, que s'efforce de résoudre le propriétaire du journal, Arthur Sulzberger. Raines doit finalement démissionner en raison des critiques d'autres membres de la rédaction et du scandale provoqué par Jayson Blair, qui porte atteinte à la crédibilité du quotidien. En 2003, il est remplacé par Bill Keller, qui nomme Jill Abramson et John M. Geddes (en) au poste de rédacteur en chef (managing editor),. En 2007, la journaliste est citée comme témoin de la défense lors du procès de l'avocat Lewis Libby. Celui-ci, qui a occupé les fonctions de secrétaire général du vice-président américain Dick Cheney, comparait pour parjure,. La même année, Abramson est renversée par un camion dans le quartier de Times Square et subit une opération. Neuf semaines après l'accident, elle reprend son travail en chaise roulante, puis suit une rééducation de plusieurs mois avant de pouvoir remarcher,. En 2010, elle quitte son poste durant six mois afin de mener une réflexion sur la stratégie numérique du Times.
En 2011, Bill Keller annonce à Arthur Sulzberger qu'il souhaite quitter son poste. Celui-ci décide de recruter en interne, il consulte la rédaction et s'entretient avec trois candidats, tous employés de la New York Times Company : Martin Baron, Dean Baquet et Jill Abramson. En septembre 2011, cette dernière est nommée directrice de la rédaction. Sulzberger déclare avoir effectué son choix en fonction de la capacité des candidats à faire prendre au New York Times le tournant du numérique,. Abramson est la première femme à diriger la rédaction du quotidien depuis sa création en 1851. Dès sa nomination, elle promeut Dean Baquet au poste de rédacteur en chef. La nouvelle directrice encourage le travail d'enquête au sein de la rédaction et le journal est loué pour la qualité de son travail en matière de politique étrangère et d'actualités nationales,,. Durant son passage à la tête du quotidien, huit prix Pulitzer sont attribués au Times, pour des enquêtes concernant la corruption des élites politiques Chinoises ou encore les pratiques de l'entreprise Walmart. Abramson travaille avec Mark Thompson, le président directeur général du groupe de presse, afin de dégager de nouvelles recettes et d'assurer le financement du journal.
En mai 2014, Jill Abramson est renvoyée par Arthur Sulzberger (directeur de la publication) et remplacée par Dean Baquet,. Jill Abramson s'est exprimée dans de nombreux médias pour livrer les raisons de son licenciement .
En novembre 2014, elle annonce lancer un journal en ligne mensuel qui ne comportera qu'un long article ; le pigiste choisi sera payé 100 000 euros.

### Autres activités
En 1986, Jill Abramson et Barbara Franklin publient Where They Are Now: The Story of the Women of Harvard Law 1974, un ouvrage consacré aux femmes dans les métiers du droit. En 1991, Abramson coécrit avec Jane Mayer Strange Justice: The Selling of Clarence Thomas, une enquête sur la nomination du juge Clarence Thomas à la Cour suprême, entachée par l'affaire Anita Hill. Les auteures se montrent critiques envers le comité judiciaire du Sénat ayant approuvé la nomination du magistrat,. Durant l'année 2009, elle consacre ses week-ends à l'écriture d'une série d'articles destinés à la rubrique « Maison et jardin » du Times et traitant de l'éducation de son golden retriever. Un livre tiré de la série, intitulé The Puppy Diaries: Raising a Dog Named Scout, est publié par Times Books (en),.
En 2000, la journaliste donne un cours à l'université de Princeton.

## Reconnaissance
En 1992, Jill Abramson reçoit le prix des correspondants nationaux du National Press Club. En 2011, elle est invitée à donner le discours de fin d'année devant les étudiants de l'université du Michigan, qui lui décerne un doctorat honorifique en Lettres.
En 2012 et 2013, la journaliste figure dans la liste des femmes les plus puissantes du monde selon Forbes. Son nom apparaît également dans les listes de personnalités influentes établies par le magazine Foreign Policy et le quotidien israélien The Jerusalem Post.

## Famille
Durant l'enfance de Jill Abramson, sa famille soutient le Parti démocrate et lit quotidiennement le New York Times,. Norman, le père, a quitté l'université sans diplôme et est devenu importateur de tissu. Dovie, la mère, est diplômée de Barnard College et élève leurs deux filles, Jill et Jane. Cette dernière devient auteure de livres pour enfants sous le nom de Jane O'Connor. Elle se fait connaître grâce à la série Fancy Nancy. En 1981, Jill Abramson épouse Henry Little Griggs III, l'un de ses anciens camarades de Harvard, qui a fait carrière en tant que consultant en relations publiques. Le couple a deux enfants,.